# Sildesalat
 Denne artikel bør gennemlæses af en person med fagkendskab for at sikre den faglige korrekthed.

Sildesalat er en "våd" salat, bestående af saltede eller marinerede sild og en salatsauce med syltede rødbeder – og alt efter opskrift også en større eller mindre mængde af andre farverige ingredienser.
Den klassiske norske opskrift af kogebogforfatteren Hanna Winsnes i Lærebog i de forskjellige Grene af Huusholdningen, Christiania 1851, s. 351:
| Citat         | Fed god Spegesild flaaes og flekkes fra Benene, derpaa lægges den i en Timestid i sød Melk, skylles i Vand og tørres i et Klæde. Den skjæres i ganske smaae Tærninger og tillaves med fiin Olie, Edikke, Peber og hakket Chalotteløg. Nogle lide ikke Løg, Andre ikke Olie, derfor kan man gjerne komme blot Edikke og Peber derpaa. Til Udpyntning pleier man at bruge kogte Rødbeder, Gulerødder og Æg, hvilket Alt bliver skaaret i fine Tærninger, og som smager godt naar det blandes med Salaten. Men det lægges først ovenpaa i Spidser eller Striber, hver Couleur for sig; af Æggene hakkes Blomme og Hvide hver for sig, men ikke fint. Man kan da schatere fra Æggehvide til røde Beder, naar Æggeblommer og Gulerødder komme imellem. Man kan ogsaa lade en Stribe af Silden komme tilsyne. | Citat |
| Hanna Winsnes | |       |

## Slang
"Sildesalat" har på baggrund af farverigdommen fået to slang-betydninger:

### Unionsmærke
- Unionsmærket i svenske og norske flag 1844-1905

- Norsk version af unionsmærket "sildesalaten" 1844-1905
- Svensk version af unionsmærket "sillsallaten" 1844-1905

### Militær
- En større mængde ordensbånd der bæres på brystet på en militær uniform.

- Ordensbånd kaldet sildesalat

| Mad og drikke | Spire Denne artikel om mad og drikke er en spire som bør udbygges. Du er velkommen til at hjælpe Wikipedia ved at udvide den. |